# New York-universiteit
De New York-universiteit (New York University, NYU) is de grootste particuliere universiteit van de Verenigde Staten. De universiteit, in 1831 opgericht door Albert Gallatin, is gevestigd in Greenwich Village in de stad New York. De campus ligt voornamelijk rond Washington Square Park, Broadway en Downtown Brooklyn. NYU is lid van de Association of American Universities, een netwerk van toonaangevende Noord-Amerikaanse universiteiten dat al sinds 1900 bestaat.
New York University is voornamelijk bekend vanwege de faculteit economie, recht, geneeskunde, computerwetenschappen, wiskunde, filosofie, politieke wetenschappen en neurowetenschappen. Vanwege haar prestige en de kwaliteit van het onderwijs wordt de universiteit op veel vlakken gezien als gelijkwaardig of zelfs superieur aan klassieke Ivy League universiteiten. Het wordt daardoor gezien als een "New Ivy".

## Bekende alumni en docenten
- Sara Josephine Baker (1873-1945) arts en specialist volksgezondheid, doceerde volksgezondheid en dwong de universiteit vrouwen toegang tot deze opleiding te geven.
- Sandra Meeuwsen, sportfilosoof